# Mund- und Fußmalerei

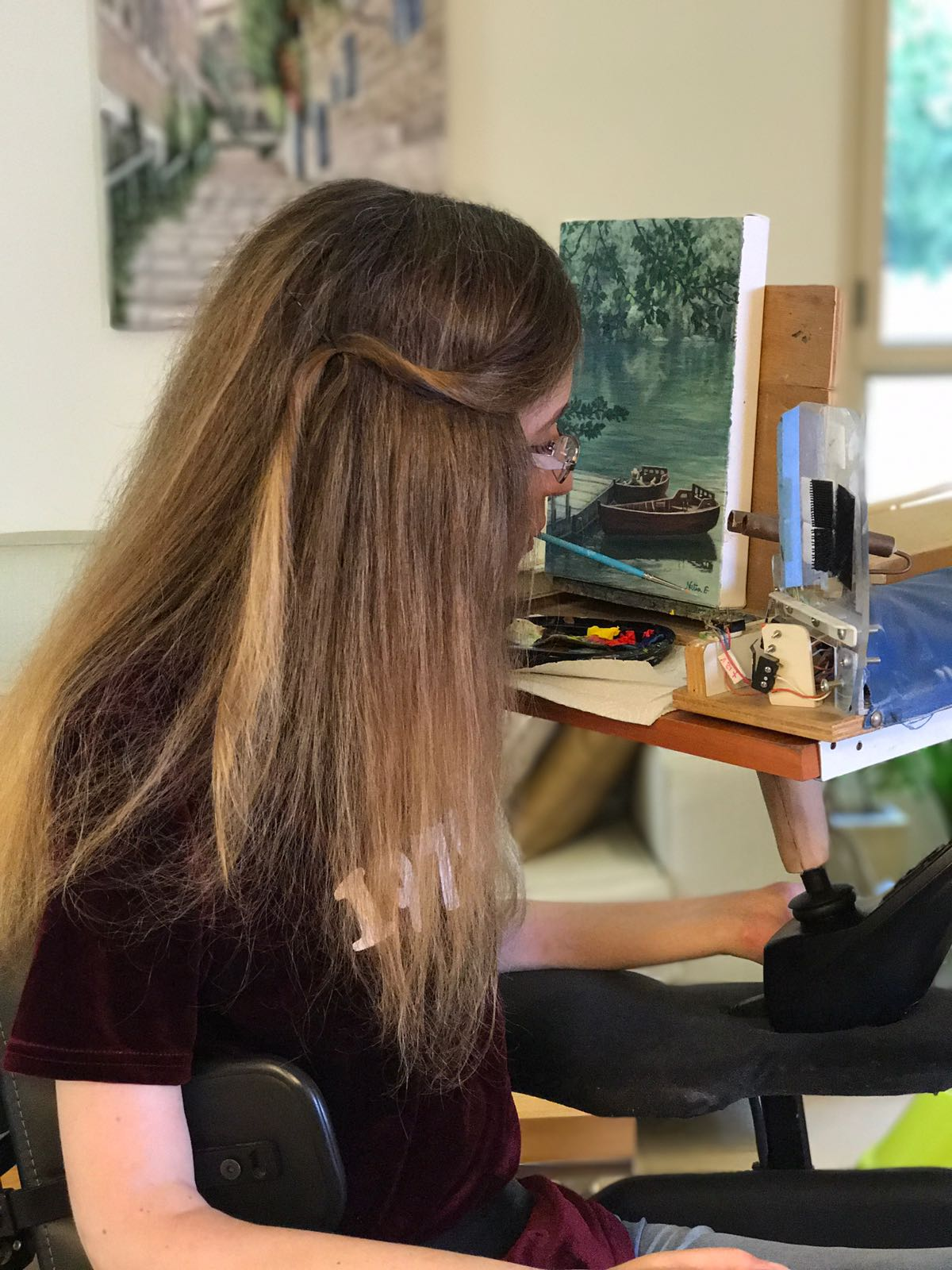
Mundmalerin Neta Ganor, 2017

Mund- und Fußmalerei sind Techniken zum Erstellen von Zeichnungen, Gemälden und anderen Kunstwerken durch das Manövrieren von Pinseln und anderen Werkzeugen mit Mund oder Fuß. Die Technik wird hauptsächlich von Künstlern angewendet, die aufgrund von Krankheit, Unfall oder angeborener Behinderung ihre Hände nicht benutzen können. Diese Formen der Malerei ermöglichen es körperlich eingeschränkten Menschen, ihre kreativen Fähigkeiten zu nutzen und Kunst zu erschaffen.

## Mundmalerei
Die Mundmalerei wird von Menschen praktiziert, die aufgrund einer Behinderung oder Erkrankung ihre Hände nicht benutzen können. Mundmaler halten die Pinsel im Mund oder zwischen den Zähnen und manövrieren sie mit ihren Zungen- und Wangenmuskeln. Das Papier oder die Leinwand wird meist vertikal auf einer Staffelei montiert. Das Malen mit dem Mund ist für die Nacken- und Kiefermuskulatur anstrengend, da der Kopf die gleiche Hin- und Herbewegung ausführen muss wie eine Hand beim Malen. Diese Technik erfordert viel Geduld, Präzision und Übung, da das Malen mit dem Mund eine komplexe motorische Fähigkeit ist. Die Künstler müssen lernen, die Bewegungen ihres Mundes und ihrer Zähne zu kontrollieren, um präzise Linien und Formen zu erzeugen. Auch sind bei der Mundmalerei spezielle Hilfsmittel wie speziell angefertigte Pinsel oder Halterungen hilfreich, um den Prozess zu erleichtern.
Bekannte Mundmaler: Sarah Biffen, Lorenza Böttner, Matthias Buchinger, Joni Eareckson Tada, Edda Heiðrún Backman, Alison Lapper, Arnulf Erich Stegmann.

## Fußmalerei

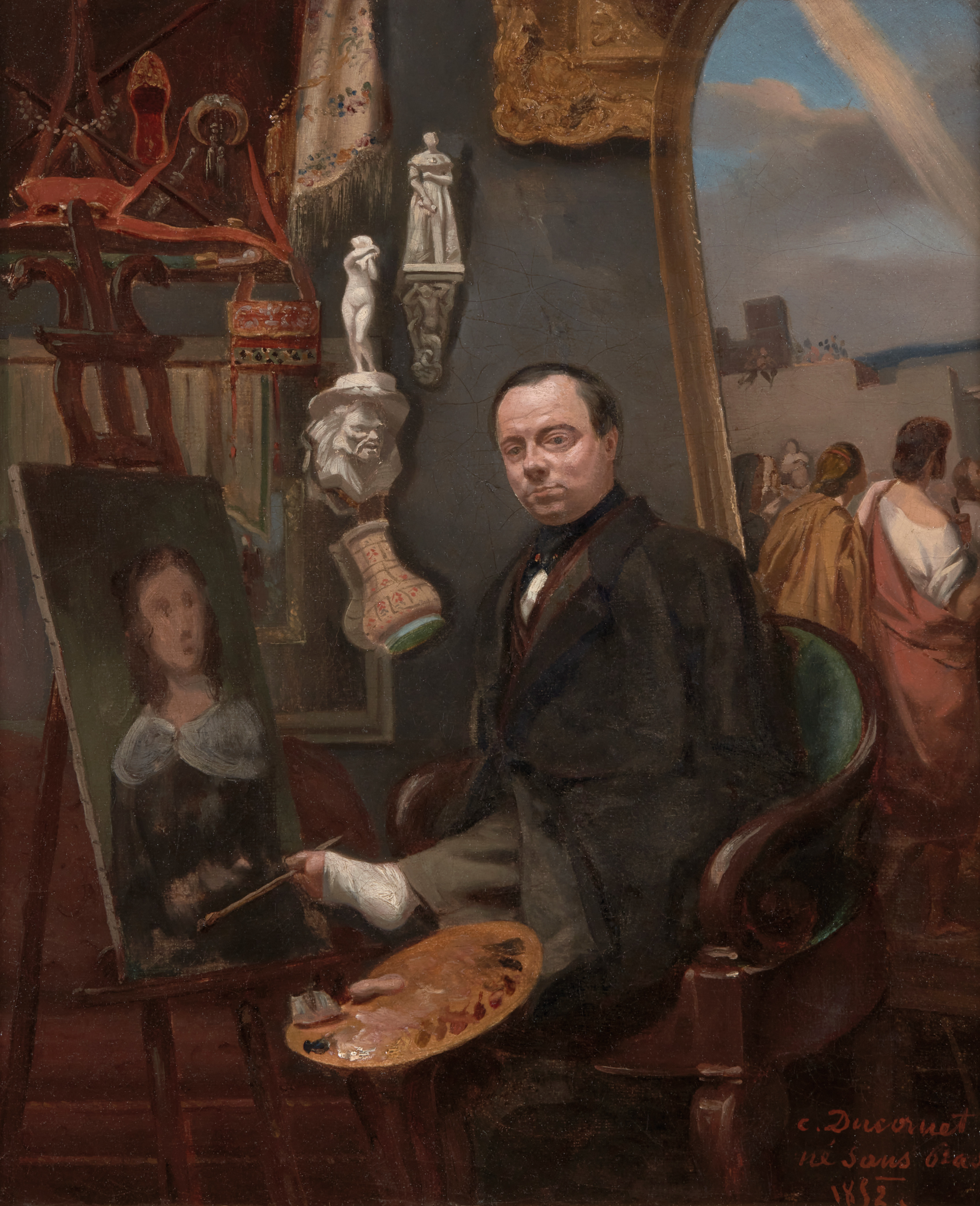
Selbstporträt des Fußmalers Louis Joseph César Ducornet, 1852

Fußmalerei ist eine Technik, welche von Menschen genutzt wird, die ihre Hände nicht nutzen können und deshalb ihre Füße verwenden, um zu malen. Diese Künstler sitzen auf dem Boden oder einem Stuhl und verwenden spezielle Staffeleien, um mit ihren Füßen auf Leinwand oder Papier zu malen. Viel Übung und Koordination ist erforderlich, um präzise und ausdrucksstarke Werke zu schaffen. Die verwendeten Pinsel und Werkzeuge sind meist gewöhnliche Künstlerwerkzeuge, die jedoch in Länge oder Breite angepasst werden können.
Bekannte Fußmaler: Lorenza Böttner, Christy Brown, Louis Joseph César Ducornet, Thomas Schweicker.
Beide Formen der Malerei ermöglichen es den Künstlern, trotz körperlichen Einschränkungen, ihre Gefühle, Gedanken und Ideen auszudrücken und sich kreativ zu betätigen. Viele Mund- und Fußmaler haben beeindruckende Werke geschaffen und sind in der Kunstwelt anerkannt.

## Inklusion
Mund- und Fußmalerei sind auch Teil der Bewegung zur Förderung von Inklusion und Gleichberechtigung für Menschen mit Behinderungen. Durch die Anerkennung ihrer kreativen Fähigkeiten werden diese Künstler in das Kunstgeschehen integriert und erhalten die Möglichkeit, sich künstlerisch oder auch beruflich zu verwirklichen. Mundmalerei und Fußmalerei sind beeindruckende Formen künstlerischer Ausdrucksweise, die es Menschen mit körperlichen Beeinträchtigungen ermöglichen, ihre Kreativität zu entfalten und bedeutende Werke zu schaffen.

## Organisationen
Die Vereinigung der mund- und fussmalenden Künstler in aller Welt e.V. (VDMFK) ist eine weltweite Organisation, die diese Künstler vertritt. Sie unterstützt in 72 Ländern der Welt Künstler(-innen), die wegen einer Erkrankung oder Behinderung körperlich eingeschränkt sind und ihre Kunst mit Mund oder Füßen erschaffen.